# Nils Torvalds

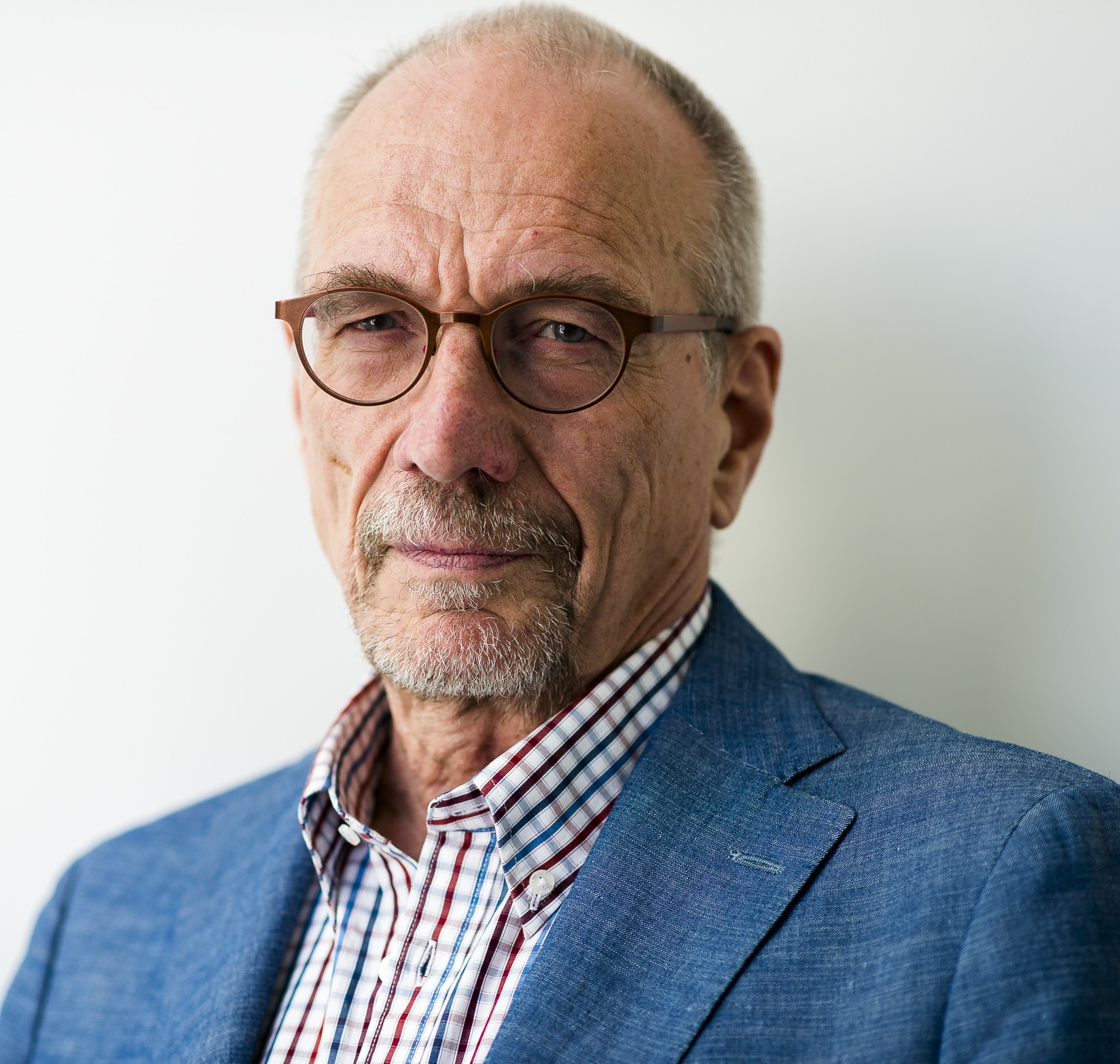
Nils Torvalds (2014)

Nils Torvalds (* 7. August 1945 in Ekenäs) ist ein finnlandschwedischer Politiker der Schwedischen Volkspartei (sfp).

## Leben
Nils Torvalds, Sohn des Poeten und Journalisten Ole Torvalds, besuchte die juristische Fakultät der Universität Helsinki. Er arbeitete als Sekretär der Vereinigung der Freiheitskämpfer in Finnland und als Schreiner bei der Finnischen Kabelfabrik, die später im Nokia-Konzern aufging. Von 1973 bis 1980 war er Chefredakteur der Arbeiterzeitung Enhet. Diese Tätigkeit unterbrach er jedoch für zwei Jahre, um Volkswirtschaftslehre am Gesellschaftswissenschaftlichen Institut in Moskau zu studieren.
Von 1980 bis 1982 gehörte Torvalds der Stadtverwaltung von Esbo (finnisch Espoo) an. In dieser Zeit war er außerdem als freischaffender Journalist tätig. 1982 wechselte er zum finnischen Rundfunk Yleisradio. Dort war er zunächst Journalist in der Auslandsredaktion, ab 1987 leitete er die schwedischsprachigen Rundfunknachrichten, Anfang 1990 wurde er Chef der schwedischsprachigen Nachrichten. Von 1995 bis 1999 war er Korrespondent aus Moskau, von 2000 bis 2004 in Washington, D.C. Von Januar 2005 an arbeitete er an historischen Dokumentarsendungen. Dieser Tätigkeit ging er bis zu seiner Pensionierung im September 2008 nach.
Nachdem er Yleisradio verlassen hatte, wendete sich Torvalds neuen Aufgaben zu. So war er von 2007 bis 2009 Vorsitzender des schwedischen Behindertenverbands in Finnland und war bis 2011 Vorsitzender der Delegationen für internationale Menschenrechte. Er ist Vorsitzender des Verbands für die Belange der Entwicklungsgestörten und Vorstandsmitglied des Kooperationsverbandes für Funktionsstörungen. 2008 wurde er stellvertretender Vorsitzender der Schwedischen Volkspartei in Finnland, er führte dieses Amt bis 2011 aus. Ebenfalls 2008 zog er in den Stadtrat von Helsingfors (finnisch Helsinki) ein. Mitte 2012 wurde er Mitglied des Europäischen Parlaments, nachdem der bisherige sfp-Abgeordnete Carl Haglund sein Mandat niedergelegt hatte.
Nils Torvalds war zweimal verheiratet und ist Vater von fünf Kindern. Sein ältester Sohn ist Linus Torvalds, der Initiator des Computerbetriebssystemkerns Linux.

## EU-Parlamentarier
Torvalds ist Mitglied des Vorstands der Fraktion der Allianz der Liberalen und Demokraten für Europa.
Er ist Stellvertretender Vorsitzender im Fischereiausschuss.
Mitglied ist er im Ausschuss für bürgerliche Freiheiten, Justiz und Inneres.
Als Stellvertreter ist er im Haushaltsausschuss, im  Ausschuss für Wirtschaft und Währung, in der Delegation im Ausschuss für parlamentarische Kooperation EU-Russland und in der Delegation für die Beziehungen zu Afghanistan.

## Präsidentschaftskandidatur 2018
Beim Parteitag der Schwedischen Volkspartei im Juni 2017 wurde Torvalds zum Kandidaten für die Präsidentschaftswahl 2018 gekürt.
Torvalds definierte seine Kampagne als Teil einer Bemühung um eine liberalere Sprach- und Kulturpolitik in Finnland. Er unterstützt eine NATO-Mitgliedschaft.
Torvalds Sonderberaterin Elisabet Rantschukoff verließ am 15. August 2017 das Europaparlament für seine Kampagne und wurde Wahlkampfmanagerin.
Bei der Wahl erhielt Torvalds 1,5 % der Stimmen.

## Auszeichnungen (Auswahl)
- 2000 Topelius-Preis

## Werke
- Simon-Erik Ollus, Nils Torvalds: Kaupasta kumppanuuteen : Suomen Venäjä-talousstrategia. Sitra, Helsinki 2005, ISBN 951-37-4519-8 (finnisch).
- Nils Torvalds: Muodonmuutoksia : Venäjän pitkä vuosisata 1900-2008. Sitra, Helsinki 2008, ISBN 978-951-563-635-5 (finnisch).